# Hawaiʻi Ponoʻī
Hawa‘i Pono‘ī ("Hawaiis egna söner") är delstatens Hawaiis nationalsång. Den var också i bruk som kungarikets Hawaii nationalsång.
Sångens text är skriven av kungen Kalākaua som sedan bad tonsättaren Henri Berger att skapa en melodi så att sången kunde bli Hawaiis nationalsång. Sången prisar Hawaiis förste kungen Kamehameha den Store. Berger tog inspiration från sången Heil dir im Siegerkranz.
Sången förbjöds år 1893 efter en statskupp som fällde monarkin. Den antogs dock som delstatens nationalsång år 1959. Sången sjungs bland annat vid sportevenemang efter USA:s nationalsång.
Även om det finns översättningar till engelska, sjungs sången alltid officiellt på hawaiiska.
| Text på hawaiiska                                            | Text på engelska                                                                         |
| ------------------------------------------------------------ | ---------------------------------------------------------------------------------------- |
| 1. Hawai‘i pono‘ī Nānā i kou mō‘ī Ka lani ali‘i, Ke ali‘i    | 1. Hawaii`s own true sons Be loyal to your chief Your country's liege and lord The chief |
| Kerto: Makua lani ē, Kamehameha ē, Na kaua e pale, Me ka ihe | Kerto: Royal father Kamehameha Shall defend in war With spears                           |

Källa: